# Fagne

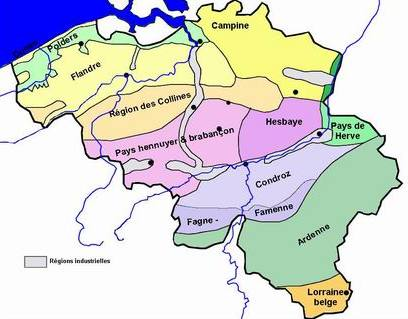
Regiones naturales de Bélgica
Fagne

Localización de la Fagne.

La Fagne es una región natural de Bélgica, que forma parte de un conjunto más amplio, que se llama Fagne-Famenne. 

## Etimología
Fagne proviene del valón fagne «terreno pantanoso». Este término deriva del antiguo bajo fráncico *fanja «barro», él mismo derivado del gótico fani «barro» (palabra emparentada con fange). El nombre común fagne ("landa") y el de Hautes Fagnes (otra región natural del este de Bélgica) tienen el mismo origen.
Otra versión de la etimología de "Fagne" relaciona esta palabra con haya, las Fagus. Es en efecto una región húmeda, cubierta de marisma y de estanques, boscosa, propicia para el crecimiento del haya, aunque en algunos sectores su competitividad se encuentra limitada por las heladas primaverales tardías y la hidromorfía de los fondos de los valles.[cita requerida]
En esta región húmeda, el sphagnum ("musgos de turbera") es un musgo muy difundido y puede ser otro origen etimológico.

## Geografía
La Fagne es una región transfronteriza de Bélgica y de Francia que se extyiende en la Región Valona a caballo sobre el sur de las provincias de Namur y de Henao, y que penetra igualmente en el norte de Francia, en el Avesnois. Se corresponde con el borde occidental del macizo de las Ardenas. La Fagne y la Famenne están separadas por el río Mosa y la Fagne se encuentra al oeste de este río.
Philippeville es la capital regional. Algunas localidades como Couvin, Cerfontaine, Rance, Trélon y Solre-le-Château pertenecen a esta región. El municipio de Wallers-Trélon por otra parte ha sido rebautizada Wallers-en-Fagne en agosto de 2007.